# MAKE MY DAY (ラジオ番組)
『MAKE MY DAY』（メイク・マイ・デイ）は、2019年4月7日から2022年3月27日までJ-WAVEで放送されていたラジオ番組。

## 概要
モデルの前田智子がナビゲーターを務めていた日曜朝のワイド番組で、毎週日曜 6:00 - 9:00（日本標準時）に放送。
「ココロとカラダがよろこぶ日曜日」をキャッチフレーズに掲げていたこの番組は、心身の健康「WELLNESS」をテーマにした内容で放送。その内容は、「HEALTH」「HOBBY」「SPORTS」「ECOLOGY」「MUSIC」の5つのトピックスで構成されていた。各種企画の体験レポートは、ナビゲーターの前田自らが行っていた。

## コーナー

### 番組終了時のコーナー
全データの出典：
- 6:20 - 6:30 ON THE MOVE（担当：前田智子）
- 7:05 - 7:15 Oriental Koubo Kougyo YOUR WELLNESS（担当：前田智子）
- 7:40 - 8:00 SARAYA ENJOY! NATURAL STYLE（担当：野村友里） - 前番組『SUNRISE FUNRISE』からの継続コーナー。
- 8:10 - 8:30 THERMOS CHEERFUL LIFE（担当：前田智子）
- 8:30 - 8:35 HUMMINGBIRD SUSTAINABLE LIFESTYLE（担当：前田智子）

### 途中で終了したコーナー
- 6:55 - 7:00 FUN GOLF WITH JGTO（担当：矢野東） - 2020年12月27日まで放送[5]。
- 8:30 - 8:35 Sansan MEET THE INNOVATION!（担当：宗方脩） - 2019年10月6日から2020年3月29日まで放送[6][7]。